# Spaniard's Bay
Spaniard's Bay is een gemeente (town) in de Canadese provincie Newfoundland en Labrador. De gemeente ligt in het zuidoosten van het eiland Newfoundland.

## Geschiedenis
De plaats werd in 1965 door de provincie erkend als een gemeente. In 1991 vond er een gemeentelijke herindeling plaats waarbij Spaniard's Bay de noordelijke buurgemeente Tilton annexeerde.

## Geografie
De gemeente ligt aan de Conception Bay in het oosten van het schiereiland Bay de Verde. Spaniard's Bay maakt deel uit van de Agglomeratie Bay Roberts. Ten noorden van de dorpskern, op zo'n 2 km van de kust, ligt nog het eveneens tot de gemeente behorende dorp Tilton.
Op het gemeentelijke grondgebied bevinden zich drie provinciale routes, namelijk de noord-zuidverbindingen NL-75 en NL-70 en de oost-westverbinding NL-73.

## Demografie
De laatste decennia kende Spaniard's Bay een relatief stabiele demografische situatie, zij het met een licht dalende langetermijntrend. Tussen 1991 en 2021 daalde de bevolkingsomvang van 2.779 naar 2.630. Dat komt neer op een beperkte daling van 149 inwoners (-5%) in dertig jaar tijd. 
| Demografische ontwikkeling van Spaniard's Bay tussen 1991 en 2021 |
| ----------------------------------------------------------------- |
|                                                                   |
| Bron: 1991–1996, 2001–2006, 2011–2016, 2021                       |

### Taal
In 2021 hadden vrijwel alle inwoners van Spaniard's Bay het Engels als moedertaal en waren alle anderen die taal machtig. Hoewel slechts vijf mensen (0,2%) het Frans als moedertaal hadden, waren er 60 mensen die die andere Canadese landstaal konden spreken (2,3%). Slechts een tiental mensen was in 2021 een andere taal dan het Engels of Frans machtig.